# Iwańky (obwód czerkaski)
Iwańky (ukr. Іваньки) – wieś na Ukrainie, w obwodzie czerkaskim, w rejonie humańskim, siedziba hromady. W 2001 liczyła 2974 mieszkańców.